# 達雲·紐尼斯
雲·加比爾·紐尼斯·列比亞路（西班牙語：Darwin Gabriel Núñez Ribeiro，1999年6月24日—）是一位烏拉圭職業足球員，司職前鋒。目前效力於沙特阿拉伯足球聯賽球會希拉爾及烏拉圭國家足球隊。

## 俱樂部生涯

### 賓菲加
2020年9月4日, 紐尼斯跟賓菲加簽下為期五年的合約。轉會費為2400萬歐元，創下俱樂部轉會費最高記錄。 11天後, 他首次在2020–21年歐洲冠軍聯賽外圍賽負於PAOK2–1 中的比賽為球會上陣，在65分鐘入替佩德里尼奧。
10月22日, 他首次在2020–21年歐霸盃分組賽對列治普斯納的比賽中射進球會第一個入球，並在比賽中大演帽子戲法，最終以4–2作客戰勝對手。

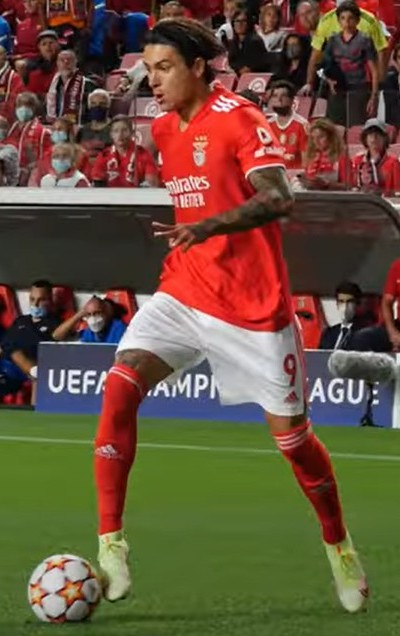
紐尼斯2021年為賓菲加效力。

2021年9月29日, 他首次在歐洲冠軍聯賽對陣巴塞罗那的比賽中梅開二度 , 賽後亦當選本場最佳球員
2022年3月15日, 紐尼斯在2021–22年歐冠聯賽十六強次回合作客迎戰阿積士射入全場唯一入球，總比數以 3–2 戰勝對手。 他之後在2021–22年歐冠聯賽半準決賽兩回合對陣利物浦的賽事中合計射進三球。 然而, 球隊最終總比數 6–4 出局 。他總共在賽事中射進六球，因此打破了球會在單季歐冠賽事中進球最多的記錄。

### 利物浦
2022年6月13日，本菲卡宣佈與英超球隊利物浦就努涅斯轉會達成協議，轉會費為6,400萬英鎊（7,500萬歐元），外加2,100萬英鎊（2,500萬歐元）的附加條款。第二天，利物浦宣佈努涅斯正式加盟，並將穿上27號球衣。
22/23賽季

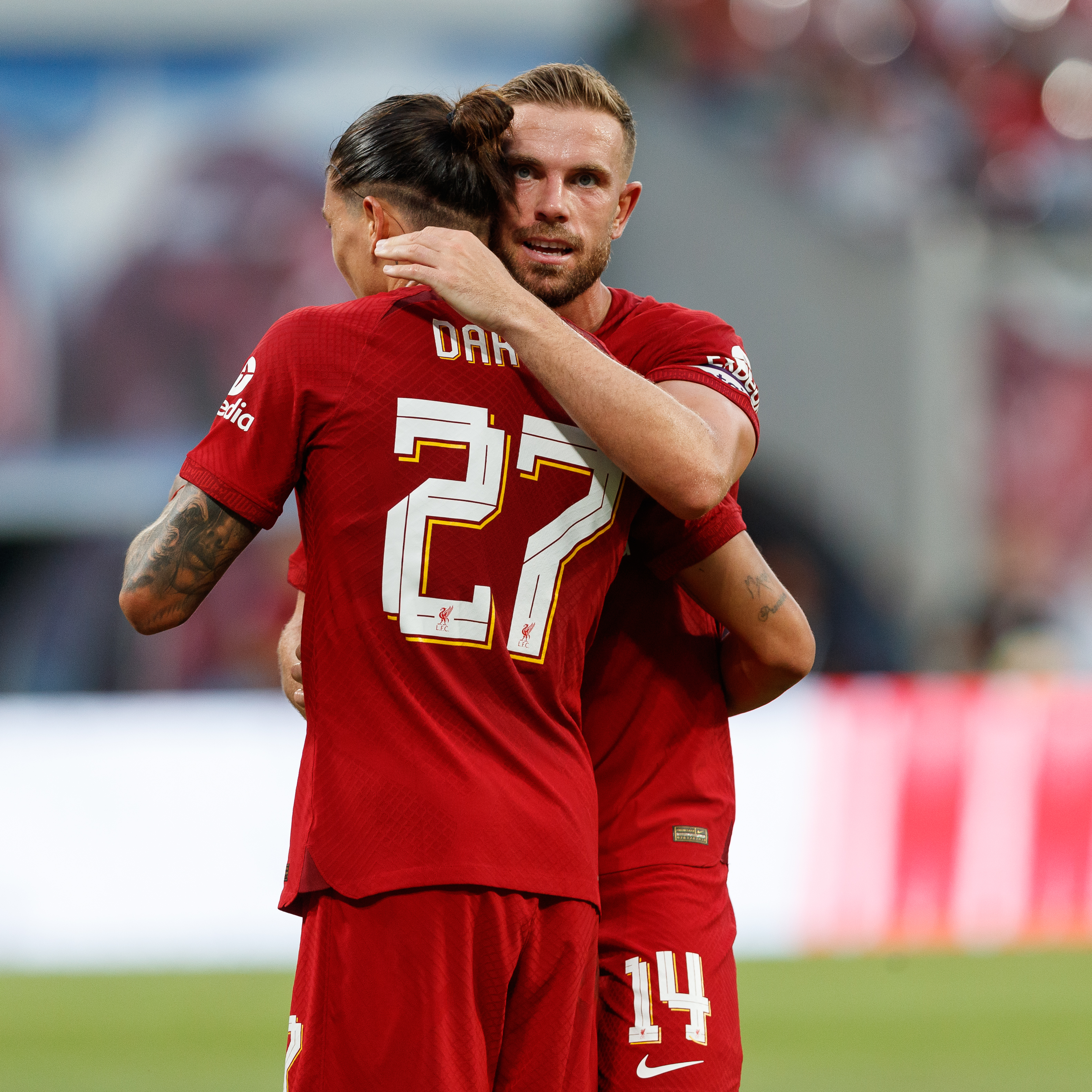
紐尼斯慶祝他對RB萊比錫的第一個進球(2022年7月)

2022年7月31日，利物浦迎戰曼城的社區盾決賽，努涅斯在下半場59分鐘換上場，並在下半場90+4分鐘打進一顆致勝球，協助利物浦3-1鎖定勝局，奪得他在利物浦的第一座獎盃。2022年8月6日，在利物浦2-2戰和富勒姆的比賽，努涅斯在64分鐘進球，踢進了他在本賽季的首球。2022年8月16日，在對陣水晶宮的比賽，在57分鐘，努涅斯被水晶宮後衛安德森挑釁，所以用頭撞倒安德森，最後被紅牌罰下。賽後，努涅斯也被譴責。整個賽季，努涅斯出賽42場，攻入15個入球及交出4個助攻。
希拉爾
2025年8月9日, 英超 球隊利物浦宣布就紐尼斯轉會與沙烏地職業足球聯賽球會 希拉爾達成協議，轉會費為5300萬歐元，並包括附加條款

## 國家隊生涯
紐尼斯在2019年9月首次出現在烏拉圭國家隊友誼賽對哥斯達黎加和美國的名單上。 他首次為國家隊上陣是10月16日對陣秘魯的比賽中，75分鐘入替洛薩諾並在比賽中射進一球。
2022年世界杯
2022年11月24日，努涅斯迎來了人生第一場的世界盃比賽，而最終烏拉圭0-0打和南韓，在本屆賽事，努涅斯上場3次，但沒有進帳，最終烏拉圭以1勝1和1敗的戰績出局，無緣十六強

## 生涯數據

### 俱樂部
最後更新：2025年1月19日
參考資料:Transfermarkt
| 俱樂部     | 賽季     | 聯賽     | 聯賽 | 聯賽 | 足协杯 | 足协杯 | 联赛杯 | 联赛杯 | 欧洲赛事 | 欧洲赛事 | 其他 | 其他 | 總計 | 總計 |
| 俱樂部     | 賽季     | 層級     | 出賽 | 進球 | 出賽   | 進球   | 出賽   | 進球   | 出賽     | 進球     | 出賽 | 進球 | 出賽 | 進球 |
| ---------- | -------- | -------- | ---- | ---- | ------ | ------ | ------ | ------ | -------- | -------- | ---- | ---- | ---- | ---- |
| 佩纳罗尔   | 2017     | 乌甲     | 1    | 0    | —      | —      | —      | —      | 0        | 0        | 0    | 0    | 1    | 0    |
| 佩纳罗尔   | 2018     | 乌甲     | 10   | 1    | —      | —      | —      | —      | 2        | 0        | 1    | 0    | 13   | 1    |
| 佩纳罗尔   | 2019     | 乌甲     | 3    | 3    | —      | —      | —      | —      | 5        | 0        | 0    | 0    | 8    | 3    |
| 佩纳罗尔   | 總計     | 總計     | 14   | 4    | 0      | 0      | 0      | 0      | 7        | 0        | 1    | 0    | 22   | 4    |
| 阿尔梅里亚 | 2019–20  | 西乙     | 30   | 16   | 0      | 0      | —      | —      | —        | —        | 2    | 0    | 32   | 16   |
| 本菲卡     | 2020–21  | 葡超     | 29   | 6    | 4      | 3      | 2      | 0      | 8        | 5        | 1    | 0    | 44   | 14   |
| 本菲卡     | 2021–22  | 葡超     | 28   | 26   | 2      | 0      | 1      | 2      | 10       | 6        | —    | —    | 41   | 34   |
| 本菲卡     | 總計     | 總計     | 57   | 32   | 6      | 3      | 3      | 2      | 18       | 11       | 1    | 0    | 85   | 48   |
| 利物浦     | 2022–23  | 英超     | 29   | 9    | 2      | 1      | 2      | 0      | 8        | 4        | 1    | 1    | 42   | 15   |
| 利物浦     | 2023-24  | 英超     | 36   | 11   | 3      | 1      | 5      | 1      | 10       | 5        | —    | —    | 54   | 18   |
| 利物浦     | 2024-25  | 英超     | 16   | 4    | 1      | 0      | 4      | 1      | 6        | 1        | —    | —    | 27   | 6    |
| 利物浦     | 總計     | 總計     | 81   | 24   | 6      | 2      | 11     | 2      | 24       | 10       | 1    | 1    | 123  | 39   |
| 生涯總計   | 生涯總計 | 生涯總計 | 181  | 74   | 12     | 5      | 14     | 4      | 49       | 21       | 5    | 1    | 261  | 107  |

1. ↑  在歐洲冠軍聯賽出賽

## 荣誉

### 球會
彭拿路體育會
- 烏拉圭足球甲級聯賽冠军：2017、2018

 利物浦
- 英格蘭超級足球聯賽冠軍：2024—25
- 英格蘭聯賽盃冠軍 ：2023–24[11]
- 英格兰社区盾冠军：2022[12]

### 國家隊
烏拉圭
- 美洲國家盃季軍：2024

### 個人
- 葡萄牙超級足球聯賽神射手：2021–22
- 葡萄牙超級足球聯賽年度最佳球員：2021–22

## 外部連結
- worldfootball.net：達雲·紐尼斯之統計數據 （英文）
- Database4football Profile （页面存档备份，存于）
- Darwin Nunez的Instagram帳戶 （页面存档备份，存于）